# 梅莉娜·罗贝尔-米雄
梅莉娜·罗贝尔-米雄（法語：Mélina Robert-Michon，法語發音：[melina ʁɔbɛʁ miʃɔ̃]；1979年7月18日—）是一名法国铁饼运动员，出生于瓦龙。她是2013年世界田径锦标赛和2016年夏季奥林匹克运动会的银牌得主以及国家纪录保持者。她也在2017年世界田径锦标赛上获得铜牌。